# Ullsjön (Dorotea socken, Lappland, 711183-154068)
Ullsjön är en sjö i Dorotea kommun i Lappland och ingår i Ångermanälvens huvudavrinningsområde. Sjön har en area på 1,28 kvadratkilometer och ligger 324,9 meter över havet. Sjön avvattnas av vattendraget Svanavattenbäcken.

## Delavrinningsområde
Ullsjön ingår i det delavrinningsområde (711213-153928) som SMHI kallar för Utloppet av Ullsjön. Medelhöjden är 363 meter över havet och ytan är 9,87 kvadratkilometer. Det finns inga avrinningsområden uppströms utan avrinningsområdet är högsta punkten. Svanavattenbäcken som avvattnar avrinningsområdet har biflödesordning 6, vilket innebär att vattnet flödar genom totalt 6 vattendrag innan det når havet efter 292 kilometer. Avrinningsområdet består mestadels av skog (65 procent). Avrinningsområdet har 1,27 kvadratkilometer vattenytor vilket ger det en sjöprocent på 12,9 procent.